# Dibuix de Sant Joan Evangelista i un àngel
El Dibuix de Sant Joan Evangelista i un àngel és un del escassos dibuixos realitzats per El Greco que han arribat fins als nostres dies. Aquests dibuixos, tot i que consten en el catàleg raonat d'obres d'aquest artista, realitzat pel seu especialista Harold Wethey, no tenen un número identificador en aquest catàleg.

## Anàlisi de l'obra
No està signat; Tinta, laca i aiguada sobre paper blanquinós; 337 x 210 mm.; Museu J. Paul Getty; Los Angeles.
És un dibuix preparatori per a les figures de Sant Joan Evangelista i l'àngel que apareixen a la Crucifixió de Crist (El Greco, Tipus-II) del Museu del Prado. Tanmateix, també podria identificar-se amb Mateu apòstol i evangelista, l'atribut del qual és un àngel.
Amb una expressió de nostàlgia, Sant Joan Evangelista dirigeix el seu esguard vers el Cel, gesticulant amb la seva mà dreta. La seva vestiment, d'amplis plecs, cobreix el seu cos allargat. Un àngel, esbossat amb lleugeresa i amb varis pentimenti (correccions) s'enreda amb la seva vestimenta, volant darrera Sant Joan. El Greco utilitza línies llargues i lliures per crear patrons rics de forma i després aplicar amplis traços d'aiguada com a vels. Aquest esbós, un dels pocs dibuixos segurs d'El Greco, és típic del seu estil lliure, amb una seva rica interacció de llum i foscor.